# Бижбуляк
Бижбуля́к (баш. Бишбүләк) — село, административный центр Бижбулякского района Республики Башкортостан, а также центр Бижбулякского сельсовета.

## Этимология
Название поселения происходит от названия местности Бишбүләк, которое в свою очередь имеет тюркское происхождение и было образовано от слов биш — «пять» и бүләк — «подарок», «участок леса, надел земли».

## Географическое положение
Село находится на юго-западе Республики Башкортостан, в южной части Бугульминско-Белебеевской возвышенности, граничит с Оренбургской областью. В 210 км от столицы республики и в 40 км от железнодорожной станции Приютово.
Протекает река Кенгер.

## Население
| 1939 | 1959  | 1970  | 1979  | 1989  | 2002  | 2009  | 2010  | 2021  |
| ---- | ----- | ----- | ----- | ----- | ----- | ----- | ----- | ----- |
| 2671 | ↗2686 | ↗3369 | ↗4494 | ↗4964 | ↗6373 | ↗6399 | ↗6446 | ↗6626 |

Национальный состав
Согласно переписи 2002 года, преобладающие национальности — чуваши (42,1 %), татары (28,5 %), русские (16,6 %), башкиры (8,2 %).
Согласно переписи 2020 года, преобладающие национальности — чуваши (39,5 %), татары (23,1 %), башкиры (17,7 %), русские (15,4 %).

## Экономика
Комбикормовый цех и другие предприятия. Аграрными предприятиями выращиваются зерновые культуры, сахарная свёкла, картофель, рис, овощи, разводится крупный рогатый скот, свиньи, овцы.

## Образование
Школы № 1, № 2, № 3, Белебеевский колледж механизации и электрификации с. Бижбуляк, 4 дошкольных образовательных учреждений Журавушка, Улыбка, Дюймовочка, Умка.

## Спорт
Приобрёл огромную популярность армспорт. В спортивном клубе «Батыр» воспитано 28 мастеров спорта и 276 кандидатов в мастера спорта, на 2012 год.
Всё большую популярность набирает хоккей. Бижбулякская любительская команда «Олимп» успешно выступает в соревнованиях республиканского, российского уровня.

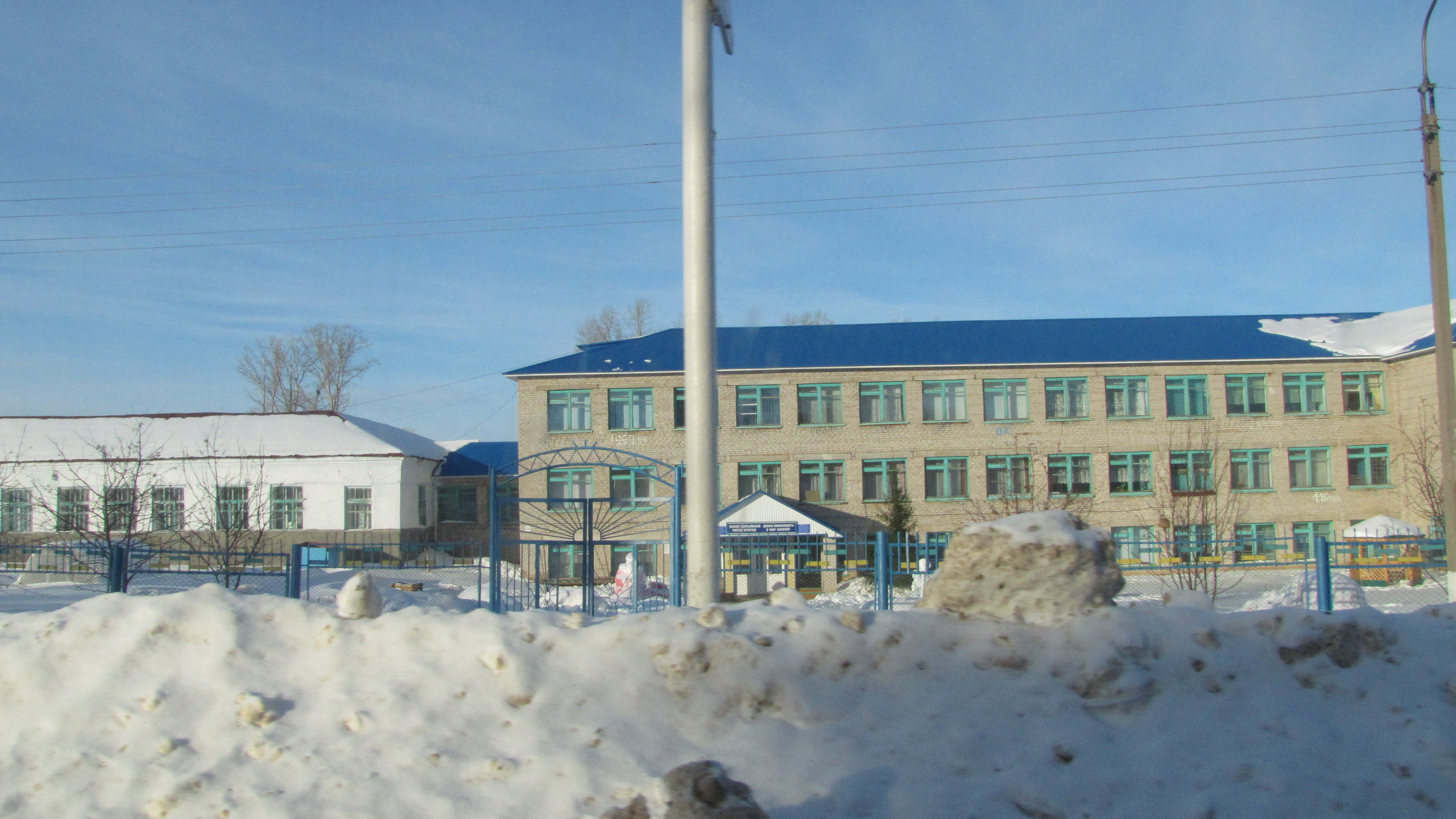
Бижбулякская средняя школа № 2 (МОБУСОШ № 2)

В июне 2016 года открыл свои двери физкультурно-оздоровительный комплекс с бассейном «Парус».

## Музыкальное творчество
Преобладающее большинство творческих коллективов являются вокальными фольклорными ансамблями. Также выступают несколько инструментальных коллективов, играющих каверы.

## Радио
- 70,61 МГц — Радио России (Белебей);
- 71,21 МГц — Радио России;
- 100,3 МГц — Спутник FМ;
- 101,2 МГц — Юлдаш;
- 102,4 МГц — Авторадио (Белебей);
- 102,7 МГц — Дорожное радио (Пономарёвка);
- 104,7 МГц — Радио Юлдаш (Белебей);
- 106,1 МГц — Радио Юлдаш (Биккулово);
- 106,9 МГц — Радио России (Пономарёвка);
- 107,2 МГц — Спутник FМ (Биккулово).

## Религия
Православные храмы
- Церковь Троицы Живоначальной - памятник архитектуры

Мечети
- Мечеть Махалля

## Достопримечательности
- Бижбулякский краеведческий музей
- Памятник защитникам Отечества